# Janko Pacar
Janko Pacar (18 agosto 1990) è un ex calciatore svizzero, di ruolo attaccante.

## Carriera
Il 24 agosto 2015, viene annunciata la firma del contratto con il Servette fino alla sosta invernale con opzione per la fine della stagione. Il 5 settembre fa il suo esordio in occasione della partita di campionato contro il Breitenrain. Durante la giornata successiva segna la sua prima rete con la maglia della squadra ginevrina contro la seconda compagine dello Zurigo.